# Acadiane (Louisiane)
Cet article concerne la région de la Louisiane. Pour la camionnette Citroën, voir Citroën Acadiane. Pour les articles homonymes, voir Acadiane.
L'Acadiane (Acadiana en anglais ou en français cadien), également appelé le pays des Cadiens ou pays cadien, est le nom officiel donné à la région d'influence française au sud de la Louisiane qui abrite une grande population de Cadiens. Des 64 paroisses que comporte la Louisiane, 22 paroisses, soit environ un tiers du total, composent l'Acadiane. Cette appellation provient d'un acte officiel de l'État de Louisiane. Selon le recensement de 2010, la population de l'Acadiane est de 1 451 622 habitants dans une superficie de 37 746 km2.

## Nom
En 1963, la lettre [a] est ajoutée accidentellement au mot Acadian dans le nom de la station de télévision KATC-TV, l'Acadian Television Corporation. Le nom est d'abord utilisé à des fins commerciales mais devient rapidement populaire. C'est le 6 juin 1971 que l'Assemblée générale de la Louisiane reconnait officiellement le nom et le territoire de l'Acadiana,.

## Démographie
Les Cadiens sont les descendants d'exilés acadiens, issus de la région qui comprend au XXIe siècle les provinces maritimes du Canada, en particulier la Nouvelle-Écosse. Leur culture domine dans la région, mais tous les habitants de l'Acadiane ne sont pas culturellement acadiens et ne parlent pas le français cadien  et de même, toutes les personnes culturellement acadiennes ne descendent pas de réfugiés acadiens.
En plus des Cadiens, l'Acadiane abrite plusieurs tribus amérindiennes, et des enclaves de Créoles noirs. Des germanophones ont également colonisé la région dès 1721. Plus récemment, les réfugiés politiques d'Asie du Sud-Est (Laos, Viêt Nam, et Cambodge, en particulier) ont amené leurs familles, leurs cultures et leurs langues dans la région, où ils contribuent de façon importante à l'industrie de la pêche.
| Paroisse            | Anglais   | Anglais | Français | Français | Espagnol | Espagnol | Créole | Créole | Autres | Autres | Total     |
| Paroisse            | Nb        | %       | Nb       | %        | Nb       | %        | Nb     | %      | Nb     | %      | Total     |
| ------------------- | --------- | ------- | -------- | -------- | -------- | -------- | ------ | ------ | ------ | ------ | --------- |
| Acadie              | 47 214    | 83,6 %  | 8 088    | 14,3 %   | 821      | 1,5 %    | 69     | 0,1 %  | 256    | 0,5 %  | 56 448    |
| Ascension           | 88 218    | 93,5 %  | 1 414    | 1,5 %    | 3 586    | 3,8 %    | 29     | 0,0 %  | 1 125  | 1,2 %  | 94 372    |
| Assomption          | 18 761    | 85,2 %  | 2 676    | 12,2 %   | 492      | 2,2 %    | 19     | 0,1 %  | 72     | 0,3 %  | 22 020    |
| Avoyelles           | 34 141    | 87,3 %  | 4 331    | 11,1 %   | 358      | 0,9 %    | 62     | 0,2 %  | 217    | 0,6 %  | 39 109    |
| Bâton-Rouge Ouest   | 20 445    | 94,5 %  | 559      | 2,6 %    | 578      | 2,7 %    | 42     | 0,2 %  | 22     | 0,1 %  | 21 646    |
| Calcasieu           | 162 306   | 92,4 %  | 7 292    | 4,2 %    | 3 295    | 1,9 %    | 349    | 0,2 %  | 2 427  | 1,4 %  | 175 669   |
| Cameron             | 6 159     | 90,0 %  | 622      | 9,1 %    | 61       | 0,9 %    | 0      | 0,0 %  | 0      | 0,0 %  | 6 842     |
| Évangeline          | 24 779    | 77,7 %  | 5 740    | 18,0 %   | 782      | 2,5 %    | 442    | 1,4 %  | 168    | 0,5 %  | 31 911    |
| Ibérie              | 58 599    | 86,4 %  | 5 666    | 8,4 %    | 1 908    | 2,8 %    | 55     | 0,1 %  | 1 624  | 2,4 %  | 67 852    |
| Iberville           | 30 057    | 95,7 %  | 649      | 2,1 %    | 550      | 1,8 %    | 22     | 0,1 %  | 121    | 0,4 %  | 31 399    |
| Jefferson Davis     | 25 230    | 86,5 %  | 3 223    | 11,0 %   | 428      | 1,5 %    | 69     | 0,2 %  | 229    | 0,8 %  | 29 179    |
| Lafayette           | 167 946   | 83,8 %  | 20 769   | 10,4 %   | 6 238    | 3,1 %    | 1 250  | 0,6 %  | 4 199  | 2,1 %  | 200 402   |
| La Fourche          | 71 747    | 80,6 %  | 13 525   | 15,2 %   | 2 807    | 3,2 %    | 38     | 0,0 %  | 933    | 1,0 %  | 89 050    |
| Pointe Coupée       | 20 312    | 94,9 %  | 538      | 2,5 %    | 369      | 1,7 %    | 157    | 0,7 %  | 27     | 0,1 %  | 21 403    |
| Saint-Charles       | 45 746    | 93,3 %  | 640      | 1,3 %    | 1 800    | 3,7 %    | 44     | 0,1 %  | 783    | 1,6 %  | 49 013    |
| Saint-Jacques       | 19 777    | 96,0 %  | 510      | 2,5 %    | 190      | 0,9 %    | 10     | 0,0 %  | 117    | 0,6 %  | 20 604    |
| Saint-Jean-Baptiste | 40 408    | 93,3 %  | 349      | 0,8 %    | 2 090    | 4,8 %    | 46     | 0,1 %  | 418    | 1,0 %  | 43 311    |
| Saint-Landry        | 68 227    | 87,7 %  | 7 841    | 10,1 %   | 855      | 1,1 %    | 522    | 0,7 %  | 325    | 0,4 %  | 77 770    |
| Sainte-Marie        | 45 796    | 90,6 %  | 1 716    | 3,4 %    | 1 849    | 3,7 %    | 49     | 0,1 %  | 1 135  | 2,2 %  | 50 545    |
| Saint-Martin        | 36 780    | 76,8 %  | 8 685    | 18,1 %   | 734      | 1,5 %    | 124    | 0,3 %  | 1 554  | 3,2 %  | 47 877    |
| Terrebonne          | 90 585    | 88,0 %  | 7 873    | 7,6 %    | 3 165    | 3,1 %    | 25     | 0,0 %  | 1 313  | 1,3 %  | 102 961   |
| Vermilion           | 41 034    | 77,3 %  | 9 766    | 18,4 %   | 1 088    | 2,1 %    | 50     | 0,1 %  | 1 115  | 2,1 %  | 53 053    |
| Total               | 1 164 267 | 87,4 %  | 112 472  | 8,4 %    | 34 044   | 2,6 %    | 3 473  | 0,3 %  | 18 180 | 1,4 %  | 1 332 436 |

| Paroisse            | Blancs  | Blancs | Noirs   | Noirs | Métis  | Métis | Amérindiens | Amérindiens | Asiatiques | Asiatiques | Autres | Autres | Total     | Dont Latinos | Dont Latinos |
| Paroisse            | Nb.     | %      | Nb.     | %     | Nb.    | %     | Nb.         | %           | Nb.        | %          | Nb.    | %      | Total     | Nb.          | %            |
| ------------------- | ------- | ------ | ------- | ----- | ------ | ----- | ----------- | ----------- | ---------- | ---------- | ------ | ------ | --------- | ------------ | ------------ |
| Acadie              | 49 127  | 79,5   | 11 175  | 18,1  | 816    | 1,3   | 163         | 0,3         | 137        | 0,2        | 355    | 0,6    | 61 773    | 1 060        | 1,7          |
| Ascension           | 78 572  | 73,3   | 23 846  | 22,2  | 1 310  | 1,2   | 339         | 0,3         | 1 018      | 0,9        | 2 130  | 2,0    | 107 215   | 5 024        | 4,7          |
| Assomption          | 15 635  | 66,8   | 7 141   | 30,5  | 209    | 0,9   | 133         | 0,6         | 58         | 0,2        | 245    | 1,0    | 23 421    | 498          | 2,1          |
| Avoyelles           | 28 188  | 67,0   | 12 398  | 29,5  | 682    | 1,6   | 503         | 1,2         | 141        | 0,3        | 161    | 0,4    | 42 073    | 606          | 1,4          |
| Bâton-Rouge Ouest   | 14 271  | 60,0   | 8 972   | 37,7  | 273    | 1,1   | 30          | 0,1         | 79         | 0,3        | 163    | 0,7    | 23 788    | 544          | 2,3          |
| Calcasieu           | 136 514 | 70,8   | 47 782  | 24,8  | 3 680  | 1,9   | 898         | 0,5         | 2 073      | 1,1        | 1 821  | 0,9    | 192 768   | 4 945        | 2,6          |
| Cameron             | 6 546   | 95,7   | 119     | 1,7   | 74     | 1,1   | 36          | 0,5         | 6          | 0,1        | 58     | 0,8    | 6 839     | 154          | 2,3          |
| Evangeline          | 23 439  | 69,0   | 9 632   | 28,3  | 368    | 1,1   | 99          | 0,3         | 114        | 0,3        | 331    | 1,0    | 33 983    | 776          | 2,3          |
| Ibérie              | 45 551  | 62,2   | 23 435  | 32,0  | 1 137  | 1,6   | 269         | 0,4         | 1 754      | 2,4        | 1 094  | 1,5    | 73 240    | 2 299        | 3,1          |
| Iberville           | 16 280  | 48,8   | 16 454  | 49,3  | 268    | 0,8   | 62          | 0,2         | 104        | 0,3        | 219    | 0,7    | 33 387    | 664          | 2,0          |
| Jefferson Davis     | 25 125  | 79,5   | 5 468   | 17,3  | 588    | 1,9   | 157         | 0,5         | 62         | 0,2        | 194    | 0,6    | 31 594    | 538          | 1,7          |
| Lafayette           | 153 706 | 69,4   | 57 073  | 25,8  | 3 596  | 1,6   | 746         | 0,3         | 3 331      | 1,5        | 3 126  | 1,4    | 221 578   | 8 597        | 3,9          |
| La Fourche          | 76 445  | 79,4   | 12 746  | 13,2  | 1 713  | 1,8   | 2 703       | 2,8         | 709        | 0,7        | 1 984  | 2,1    | 96 300    | 3 647        | 3,8          |
| Pointe Coupée       | 14 010  | 61,4   | 8 284   | 36,3  | 220    | 1,0   | 18          | 0,1         | 57         | 0,2        | 213    | 0,9    | 22 802    | 492          | 2,2          |
| Saint-Charles       | 36 540  | 69,2   | 14 051  | 26,6  | 847    | 1,6   | 440         | 0,8         | 172        | 0,3        | 730    | 1,4    | 52 780    | 2 648        | 5,0          |
| Saint-Jacques       | 10 615  | 48,0   | 11 180  | 50,6  | 144    | 0,7   | 45          | 0,2         | 31         | 0,1        | 87     | 0,4    | 22 102    | 256          | 1,2          |
| Saint-Jean-Baptiste | 19 501  | 42,5   | 24 576  | 53,5  | 661    | 1,4   | 144         | 0,3         | 322        | 0,7        | 720    | 1,6    | 45 924    | 4,74         | 0,0          |
| Saint-Landry        | 46 615  | 55,9   | 34 442  | 41,3  | 1 056  | 1,3   | 275         | 0,3         | 326        | 0,4        | 670    | 0,8    | 83 384    | 1 321        | 1,6          |
| Sainte-Marie        | 32 406  | 59,3   | 17 765  | 32,5  | 1 075  | 2,0   | 994         | 1,8         | 948        | 1,7        | 1 464  | 2,7    | 54 652    | 2 920        | 5,3          |
| Saint-Martin        | 34 313  | 65,8   | 16 039  | 30,7  | 720    | 1,4   | 222         | 0,4         | 397        | 0,8        | 469    | 0,9    | 52 160    | 25 697       | 49,3         |
| Terrebonne          | 78 591  | 70,3   | 21 139  | 18,9  | 2 373  | 2,1   | 6 347       | 5,7         | 1 140      | 1,0        | 2 270  | 2,0    | 111 860   | 4 421        | 4,0          |
| Vermilion           | 46 922  | 80,9   | 8 286   | 14,3  | 814    | 1,4   | 209         | 0,4         | 1 160      | 2,0        | 608    | 1,0    | 57 999    | 1 381        | 2,4          |
| Total               | 988 912 | 68,1   | 392 003 | 27,0  | 22 624 | 1,6   | 14 832      | 1,0         | 14 139     | 1,0        | 19 112 | 1,3    | 1 451 622 | 68 493       | 4,7          |

## Drapeau
En 1965, à l'occasion du bicentenaire de la déportation des Acadiens (Acadian Bicentennial Celebration) de 1755, Allen Babineaux, un militant de Lafayette, propose la création d'un drapeau cadien. Il s'inspire du drapeau acadien qu'il a vu à Caraquet, au Nouveau-Brunswick (Canada).
C'est toutefois un drapeau créé par Thomas Arceneaux, de l'Université d'État de Louisiane, qui devient l’emblème des Acadiens jusqu'à ce jour. En 1974, l'assemblée de la Louisiane adopte officiellement le drapeau d'Acadiane. Les trois fleurs de lys d'argent sur le champ bleu représentent l'héritage français d'Acadiane. L'étoile dorée sur le champ blanc symbolise Notre-Dame-de-l'Assomption, la sainte patronne de l'Acadie ; l'étoile symbolise également la participation active des Cadiens à la Révolution américaine, (comme soldats sous le commandement du général Bernardo de Gálvez, gouverneur espagnol de la Louisiane). La tour d'or sur le champ rouge représente l'Espagne, qui régnait sur la Louisiane quand les Acadiens y sont arrivés.

## Paroisses de l'Acadiane
- Acadie
- Ascension
- Assomption
- Avoyelles
- Baton Rouge Ouest
- Calcasieu
- Cameron
- Évangeline
- Ibérie
- Iberville
- Jefferson Davis
- Lafayette
- La Fourche
- Pointe Coupée
- Saint-Charles
- Saint-Jacques
- Saint-Jean-Baptiste
- Saint-Landry
- Sainte-Marie
- Saint-Martin
- Terrebonne
- Vermilion